# Ligeophila macarenae
Ligeophila macarenae är en orkidéart som beskrevs av Paul Ormerod. Ligeophila macarenae ingår i släktet Ligeophila och familjen orkidéer. Inga underarter finns listade i Catalogue of Life.